# Fondation du Qatar
La Fondation pour l'éducation, les sciences et le développement communautaire du Qatar, dite simplement Fondation du Qatar, est une organisation privée sans but lucratif dans l'État du Qatar, fondée en 1995 par le cheik Hamad ben Khalifa Al Thani, et sa seconde épouse Cheikha Moza bint Nasser al-Missned. 
La Fondation du Qatar se concentre sur l'éducation, les sciences, la recherche et le développement communautaire. Il collabore avec les universités internationales pour établir des campus au Qatar et s'engage dans des investissements commerciaux. 

## Historique
La fondation du Qatar vise la progression de l'éducation, de la recherche et du bien-être de la population qatarite. Les programmes de la Fondation font partie du grand plan qatarien à muer leur économie pétrolière et gazière en une économie du savoir.  
La présidente de la fondation du Qatar est l'épouse de l'émir cheik Hamad ben Khalifa Al Thani, Moza bint Nasser al-Missned. En février 2016, sa fille Hind bint Hamad Al Thani, la sœur de l'actuel émir, le cheikh Tamim ben Hamad Al Thani, est nommée CEO de la fondation.
De nombreux projets prennent le forme de partenariats entre des universités étrangères (en grande partie américaines) et l'État du Qatar. Le but à long terme est de couver des établissements académiques de renommée mondiale d'origine qatarienne. La fondation du Qatar a créé un campus, Education City, qui abrite des antennes d'universités américaines réputées. Pour relier ces universités à l'industrie, la Fondation du Qatar a établi le parc des Sciences et des Technologies du Qatar pour accueillir des entreprises basées sur la technologie et l'innovation[réf. nécessaire].
La fondation du Qatar est à l'origine de la création en 2009 du World Innovation Summit for Education (WISE), rendez-vous international de réflexion sur les problèmes de l'éducation, qui se tient annuellement à Doha.
En janvier 2010, Msheireb Properties, Une partie de la Fondation du Qatar, commence un grand projet à Doha d'une valeur de 5,5 milliards de dollars. Initialement appelé « Coeur de Doha », il est renommé « Msheireb Downtown Doha » pour honorer l'histoire de la région. La Fondation du Qatar a également créé le Centre de développement social en 1996[source insuffisante], Reach Out To Asia (ROTA) en 2005,  Doha International Family Institute (DIFI) en 2006, le Qatar Debate Centre en 2007, et Qatar National Convention Centre en 2011.  
Le 10 décembre 2010, le FC Barcelone a annoncé avoir signé un contrat de 150 millions d'euros sur cinq ans avec la fondation du Qatar. Jusqu'en 2016, le logo de Qatar Airways s'affichera sur le maillot blaugrana des Catalans,. 
Fin mars 2024, la Fondation du Qatar s'associe à la Fédération internationale du sport scolaire, une ONG reconnue par le Comité international olympique, pour évaluer l'environnement sportif dans ses établissements d'enseignement dans le but de renforcer l'implication des étudiants, en particulier des étudiantes. 
En juillet 2024, Cheikha Moza a souligné le sort des enfants au Soudan dans le contexte du conflit meurtrier qui sévit actuellement dans le pays.